# Resolução de equações geodésicas
Resolução de equações geodésicas é um procedimento utilizado em matemática, particularmente em geometria Riemanniana, e em física, particularmente na relatividade geral, que resulta na obtenção de geodésicas. Fisicamente, estes representam os caminhos de partículas (normalmente ideais) sem aceleração adequada, seu movimento satisfazendo as equações geodésicas. Devido as partículas não estarem sujeitas a qualquer quadriaceleração, as geodésicas representam geralmente o caminho mais direto entre dois pontos em um espaço-tempo curvo.